# هنا نیو
هنا نیو (انگلیسی: Hannah New؛ زادهٔ ۱۳ مهٔ ۱۹۸۴) یک هنرپیشه اهل بریتانیا است. وی از سال ۲۰۱۰ میلادی تاکنون مشغول فعالیت بوده‌است.
از فیلم‌ها یا برنامه‌های تلویزیونی که وی در آن نقش داشته‌است می‌توان به بادبان‌های سیاه و مالیفیسنت اشاره کرد.